# پل استورت
پل استورت (به انگلیسی: Paul Stewart) بازیکن فوتبال زادهٔ ۷ اکتبر ۱۹۶۴ اهل کشور انگلستان که سابقهٔ بازی در تیم ملی فوتبال انگلستان را در کارنامهٔ خود دارد. وی در تاریخ ۱۱ سپتامبر ۱۹۹۱ نخستین بازی ملی خود را در مقابل تیم ملی فوتبال آلمان انجام داد و با حضور در ۳ بازی ملی، در تاریخ ۲۹ آوریل ۱۹۹۲ واپسین بازی ملی‌اش را در برابر تیم فوتبال کشورهای مستقل همسود برگزار کرد.

## زندگی حرفه‌ای
استورت بازی حرفه‌ای خود را با باشگاه فوتبال بلکپول شروع کرد و در مارس ۱۹۸۷ به باشگاه فوتبال منچستر سیتی پیوست.